# CHCHD2
CHCHD2 (англ. Coiled-coil-helix-coiled-coil-helix domain containing 2) – білок, який кодується однойменним геном, розташованим у людей на 7-й хромосомі. Довжина поліпептидного ланцюга білка становить 151 амінокислот, а молекулярна маса — 15 513.
| 10         |  | 20         |  | 30         |  | 40         |  | 50         |
| ---------- |  | ---------- |  | ---------- |  | ---------- |  | ---------- |
| MPRGSRSRTS |  | RMAPPASRAP |  | QMRAAPRPAP |  | VAQPPAAAPP |  | SAVGSSAAAP |
| RQPGLMAQMA |  | TTAAGVAVGS |  | AVGHTLGHAI |  | TGGFSGGSNA |  | EPARPDITYQ |
| EPQGTQPAQQ |  | QQPCLYEIKQ |  | FLECAQNQGD |  | IKLCEGFNEV |  | LKQCRLANGL |
| A          |  |            |  |            |  |            |  |            |

A: Аланін

C: Цистеїн

D: Аспарагінова кислота

E: Глутамінова кислота

F: Фенілаланін

G: Гліцин

H: Гістидин

I: Ізолейцин

K: Лізин

L: Лейцин

M: Метіонін

N: Аспарагін

P: Пролін

Q: Глутамін

R: Аргінін

S: Серин

T: Треонін

V: Валін

Кодований геном білок за функцією належить до активаторів. 
Задіяний у такому біологічному процесі, як транскрипція. 
Локалізований у ядрі, мітохондрії.